# Інгліш Гарднер
Інгліш Гарднер (англ. English Gardner; нар. 22 квітня 1992, Філадельфія, Пенсільванія, США) — американська легкоатлетка, що спеціалізується на спринті, олімпійська чемпіонка 2016 року. 

## Кар'єра
| Рік             | Змагання         | Місце проведення         | Місце           | Дисципліна            | Результат       | Примітки        |
| Представник США | Представник США  | Представник США          | Представник США | Представник США       | Представник США | Представник США |
| --------------- | ---------------- | ------------------------ | --------------- | --------------------- | --------------- | --------------- |
| 2013            | Чемпіонат світу  | Москва, Росія            | 4               | біг на 100 метрів     | 10.97           |                 |
| 2013            | Чемпіонат світу  | Москва, Росія            | 2               | естафета 4×100 метрів | 42.72           |                 |
| 2015            | Чемпіонат світу  | Пекін, Китай             | 14 (пф)         | біг на 100 метрів     | 11.13           |                 |
| 2015            | Чемпіонат світу  | Пекін, Китай             | 2               | естафета 4×100 метрів | 41.68           |                 |
| 2016            | Олімпійські ігри | Ріо-де-Жанейро, Бразилія | 7               | біг на 100 метрів     | 10.94           |                 |
| 2016            | Олімпійські ігри | Ріо-де-Жанейро, Бразилія | 1               | естафета 4×100 метрів | 41.01           |                 |
| 2019            | Чемпіонат світу  | Доха, Катар              | 23              | біг на 100 метрів     | 11.20           |                 |
| 2021            | Олімпійські ігри | Токіо, Японія            | 2               | естафета 4×100 метрів | 41.90           | [ 1 ]           |